# Шерні (Польща)
Шерні (Шерне, пол. Szernie) — село в Польщі, у гміні Орля Більського повіту Підляського воєводства. Населення — 108 осіб (2011).

## Історія
У минулому належало до Орденської волості, у 1577 році займало 9 волок землі, у селі була 1 корчма. У 1975—1998 роках село належало до Білостоцького воєводства.

## Демографія
Демографічна структура станом на 31 березня 2011 року:
|          | Загалом | Допрацездатний вік | Працездатний вік | Постпрацездатний вік |
| -------- | ------- | ------------------ | ---------------- | -------------------- |
| Чоловіки | 49      | 4                  | 28               | 17                   |
| Жінки    | 59      | 6                  | 21               | 32                   |
| Разом    | 108     | 10                 | 49               | 49                   |